# Paprikás-patak
A Paprikás-patak egy természetes vízfolyás Budapesten, illetve Pest vármegyében, Solymár külterületén.

## Leírás
A patak Budapesten, Pesthidegkút Kővár városrészének külterületi részén ered, állandó, foglalt forrással nem rendelkezik. A Hármashatár-hegy délnyugati és a Vihar-hegy déli lejtőin lefolyó vizekből táplálkozik. A medre viszonylag rövid, egy szakaszon Gercse és Erzsébetliget városrészek határvonala mentén húzódik, ahol elhalad a műemlék gercsei romtemplom közelében, majd továbbhaladva beér Pesthidegkút történelmi településmagjába, Pesthidegkút-Ófalura. A városrészen keresztülhaladva néhány kilométer után éri el a főváros határát és Solymár területére érkezik, ahol a Jegenye-völgy alsó szakaszán több kilométer hosszan kanyarog, előbb még befogadva délnyugat felől a Budaligeti-forrás pár száz méteres hosszúságú csermelyét. A turisták és helyiek körében egyaránt ismert Rózsika-forrás is itt fakad. A völgy túlsó végénél torkollik bele Solymár belterülete felől, nyugati irányból a Káposztás-patak, majd annak betorkollásától nem messze eléri és nyugati irányból megkerüli a solymári várat. Innentől már részben kiépített mederben, házak közt haladva éri el az esztergomi vasútvonal vágányait, nem messze a solymári vasútállomástól, majd a vasúti hídtól alig pár száz méterre az Aranyhegyi-patakba torkollik.
Solymári szakasza kedvelt és jól kiépített erdei kirándulóhely, ahol a Jegenye-völgy szurdokjában, közel a Rózsika-forráshoz egy, mintegy öt méter magas vízesés is található, amely a Budai-hegység egyetlen vízesése, s mint ilyen, a patak környékének egyik vonzereje.